# Música pop
La música pop (en anglès pop music, abreviació de popular music) és una de les interpretacions musicals originades a partir de la segona meitat del segle xx. El pop és orientat a un públic molt ampli, amb finalitat de ser comercialitzat i, en principi, es contraposa a la música considerada com a clàssica.

## Definició

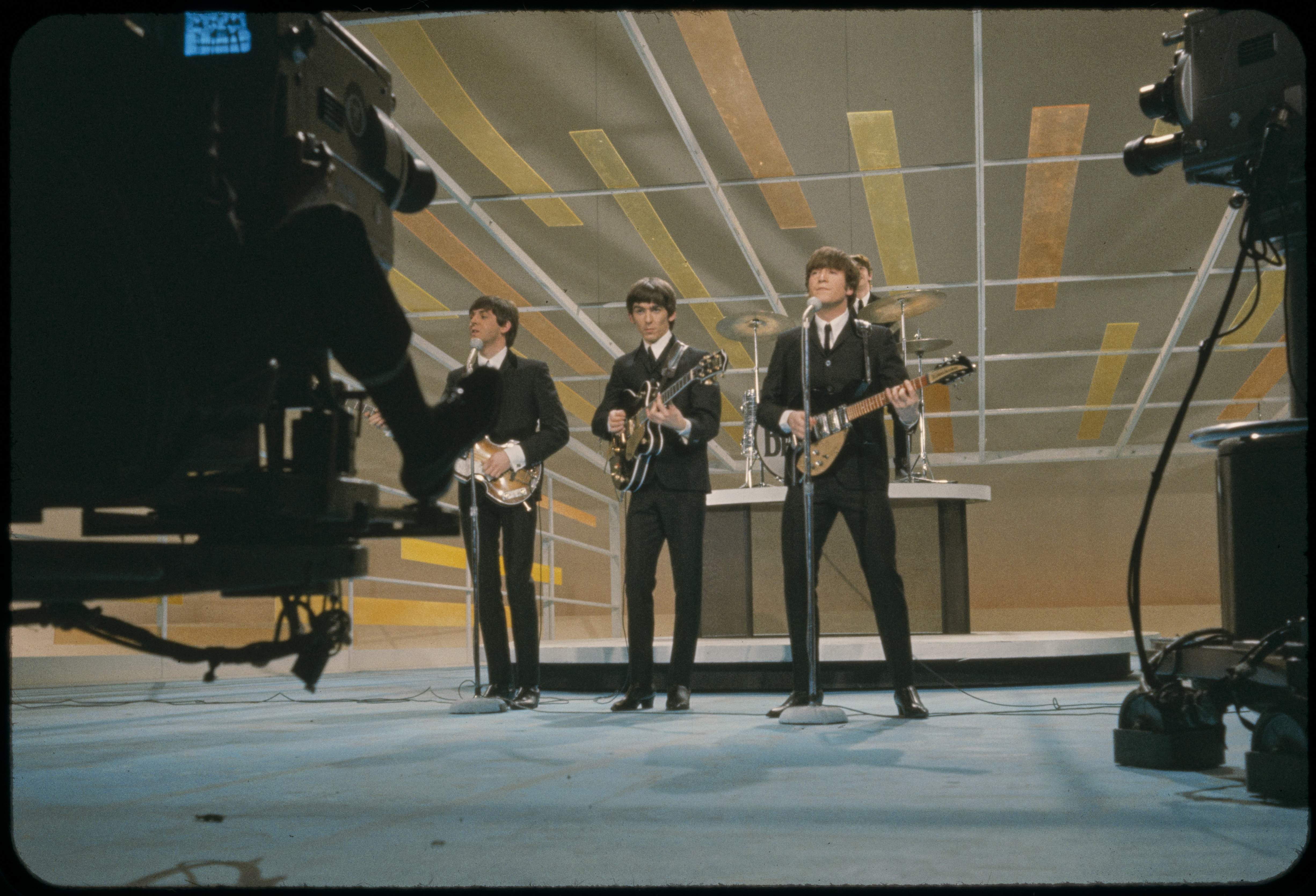
The Beatles al Show de Ed Sullivan

És un terme molt ampli, amb certes connotacions pejoratives i difícil de delimitar. Els gèneres com el jazz, el gòspel i el blues tampoc es considera que pertanyin a la música pop, tot i que aquests gèneres van donar moltes influències al pop. En principi s'origina en els països de llengua anglesa, però aviat sortiren grups d'aquest estil a molts altres llocs. L'orientació al públic ampli és comú dels diversos estils de la música, com implica el nom original de música popular. El país més influent com a productor de pop és els Estats Units.
Al temps dels Beatles el pop era sinònim de Rock and roll. Actualment, és habitual reservar el terme música pop per aquella que està clarament orientada a la comercialització a gran escala.
No té un estil definit. Però la caracteritza una melodia simple, fàcil de recordar i amb estratègies variades per captar l'atenció del públic. Una estratègia és una atractiva escenificació on no acostuma a mancar l'ús de l'atractiu sexual.

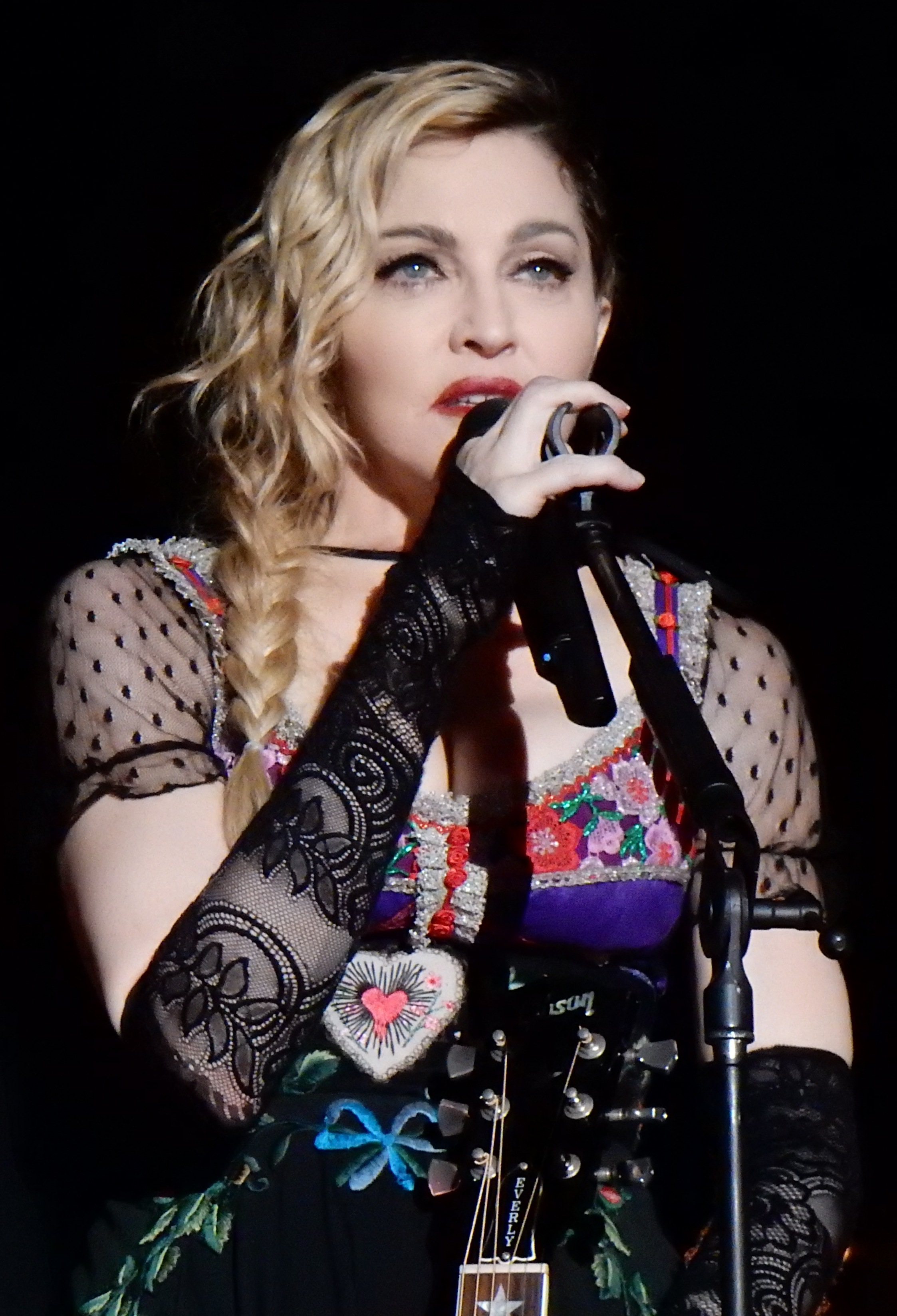
Madonna, Rebel Heart Tour 2015, a Estocolm.

Els temes tractats en les interpretacions han estat primer gairebé exclusivament del sentiment amorós i derivant després cap a referències sexuals més explícites i altres temes més variats. En les formes més comercials no és habitual que els cantants siguin els autors de la lletra i música de les seves interpretacions.
Per tal de fer més atractiu el producte musical s'ha recorregut de vegades a crear grups en els quals els qui realment canten no són els que apareixen davant del públic. N'és un exemple el grup Milli Vanilli a la dècada de 1980.
A més dels Beatles, es poden considerar com a representants del pop, entre molts d'altres, a: Taylor Swift, Michael Jackson, Madonna, Cheap Trick, Stevie Wonder, Dionne Warwick, Badfinger, Posies, Withney Houston, Pet Shop Boys, Everly Brothers, ABBA, Fleetwood Mac, Kinks, Jam, Oasis, Sade, Tequila o Alejandro Sanz. Als Països Catalans, els grups més destacats pel que fa al pop han estat Sirex, Duble Buble, La Madam, Sopa de Cabra, Sau i Els Pets.

## Subgèneres del pop

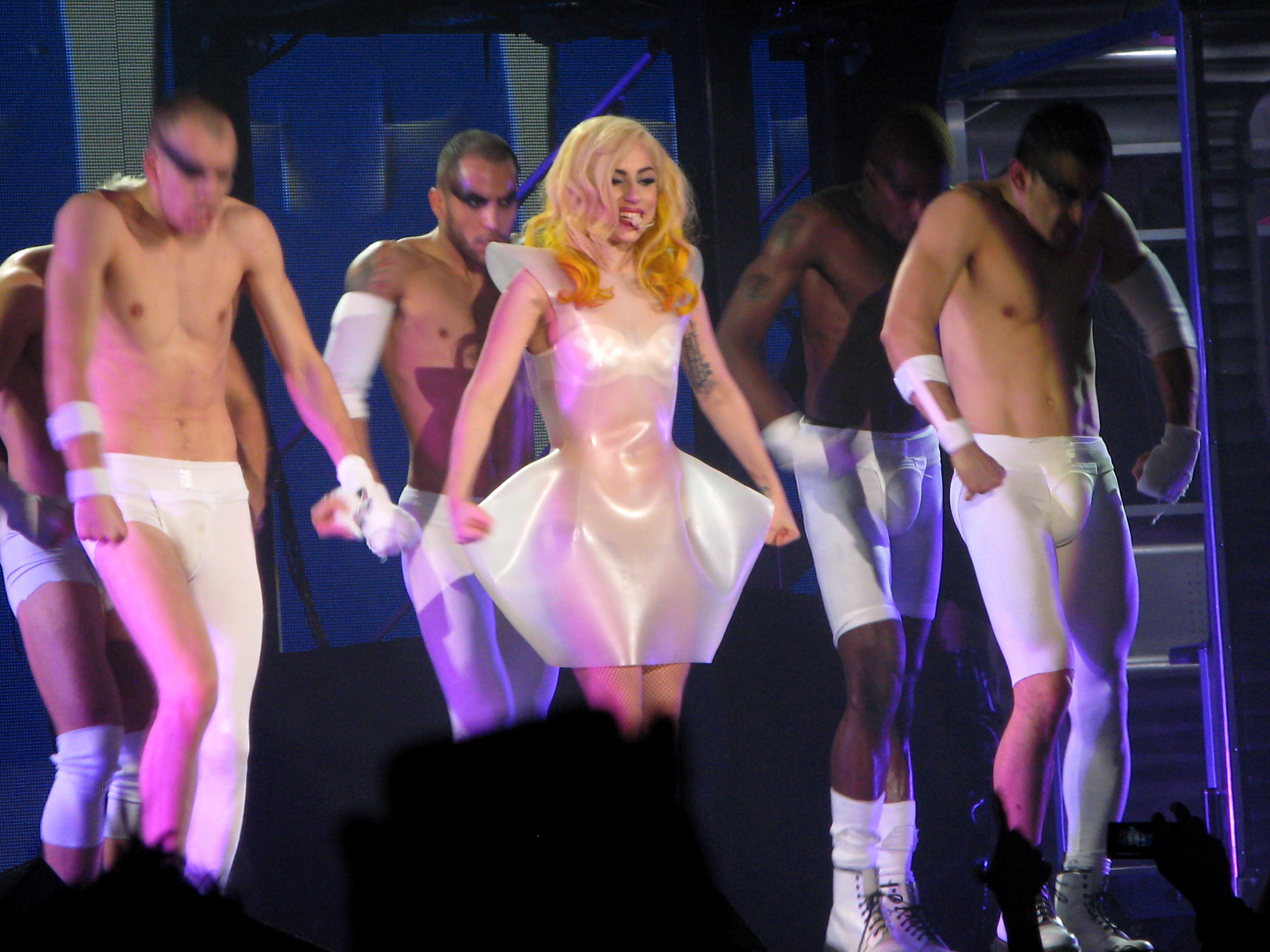
Lady Gaga

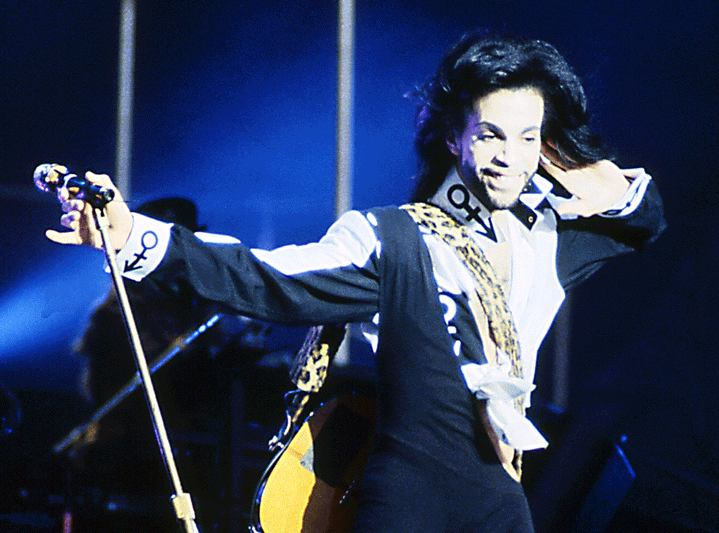
Prince

### Mainstream (pop comercial)
La dura i controvèrsia comercialitat del pop s'ha fet molt significativa en artistes com Harry Styles, ⁣ Ed Sheeran, Madonna, Britney Spears, Lady Gaga, Cyndi Lauper, Cher, Lindsay Lohan, Kylie Minogue, Gwen Stefani, Prince, Bee Gees, Janet Jackson o Elton John per les altes vendes de llurs àlbums. Michael Jackson (ja mort), el cantant més rendible d'aquest gènere, qui ha venut uns 750 milions d'àlbums, Madonna amb aproximadament 300 milions; la prominència comercial del gènere és durament criticada, car comunament és considerat un gènere "frívol" per només dedicar-se a vendre els seus àlbums i no presentar una vertadera aportació al gènere.

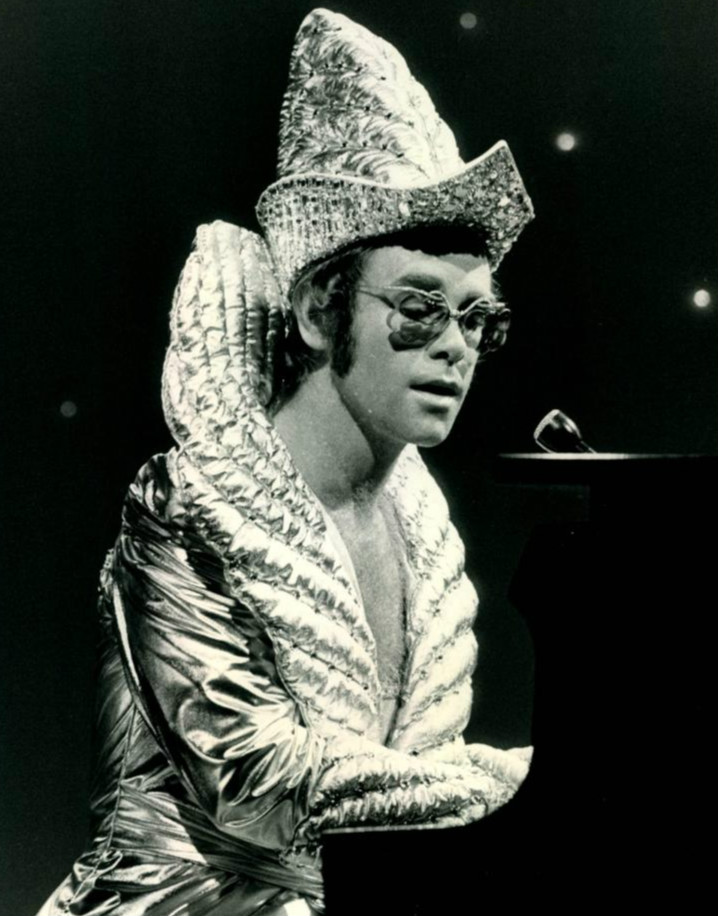
Elton John, 1975

### Pop independent (indie i New pop)
A aquesta subdivisió del pop hi pertanyen totes les agrupacions les companyies discogràfiques de les quals no compten amb grans pressupostos i que, per tant, no competeixen amb el "mainstream". El seu caràcter underground els confereix cert caràcter de culte, que s'incrementa de vegades amb una lírica creativa una mica difícil d'assimilar només escoltant-se un cop. La creació musical està enfortida davant de la promoció o la rendibilitat del producte.
Freqüentment, engloba formacions musicals àdhuc sense distribució o edició de l'obra, però amb gran àmbit de notorietat en llurs localitats d'origen. Les primeres formacions a donar-se a conèixer a Espanya per aquest tipus de sons foren bandes com Los Piratas, Los Planetas i fins i tot Niños Mutantes, la primera d'elles avui inexistent.

### Pop electrònic

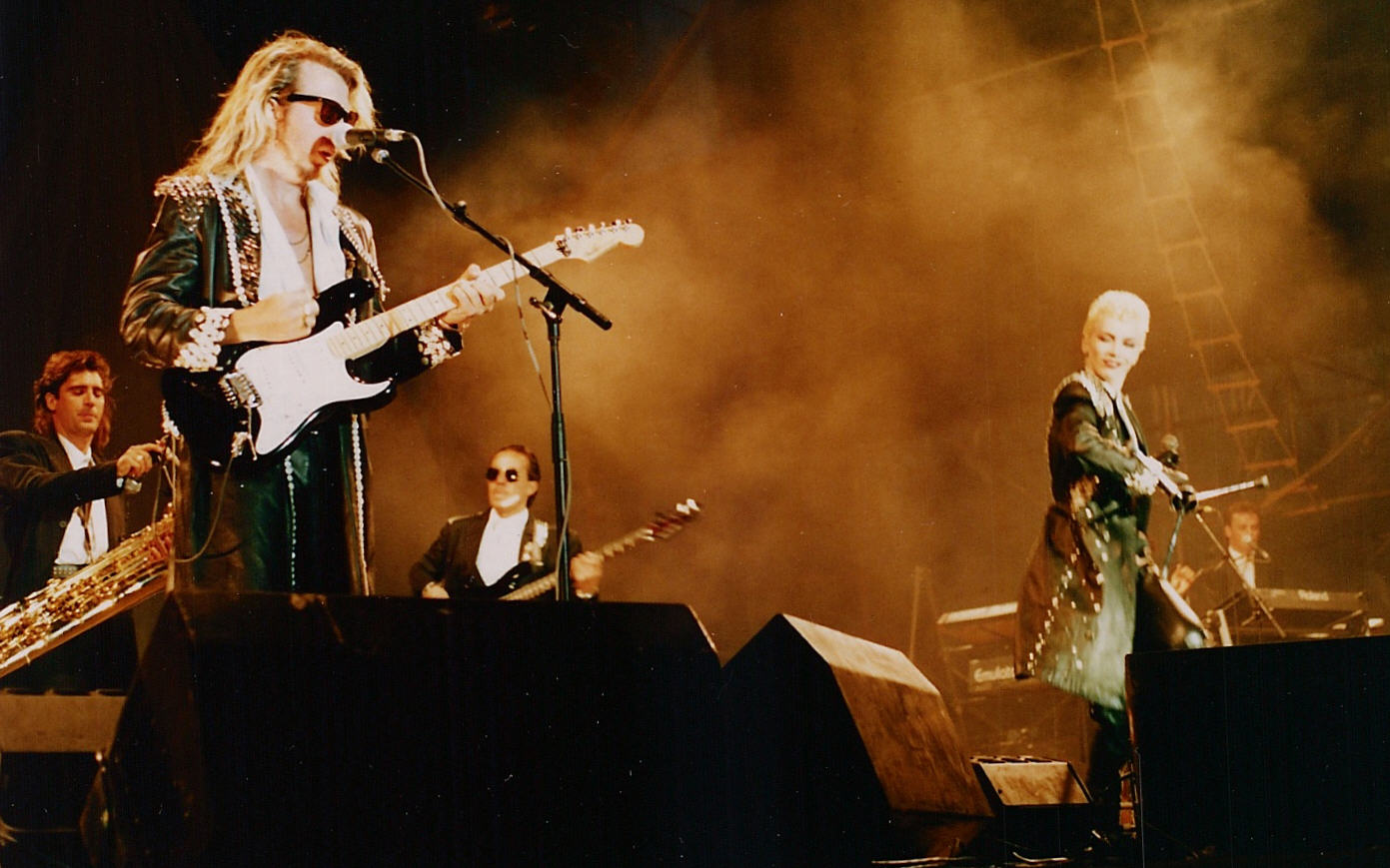
Eurythmics, 1987

És aquell que s'ha generat amb instruments electrònics i sons digitables. Entre els seus principals exponents es troben Men without Hats, Thompson Twins, Pet Shop Boys, Eurythmics i els primers àlbums de Depeche Mode; dins d'Amèrica Llatina Miranda, Lourdes i Belanova.

### Pop tradicional
És aquell que s'ha generat amb l'estructura musical tradicional: veu, baix, bateria i guitarra entre altres instruments que donin una gran senzillesa i que li agradi al públic per tenir un gran èxit.

### Pop llatí

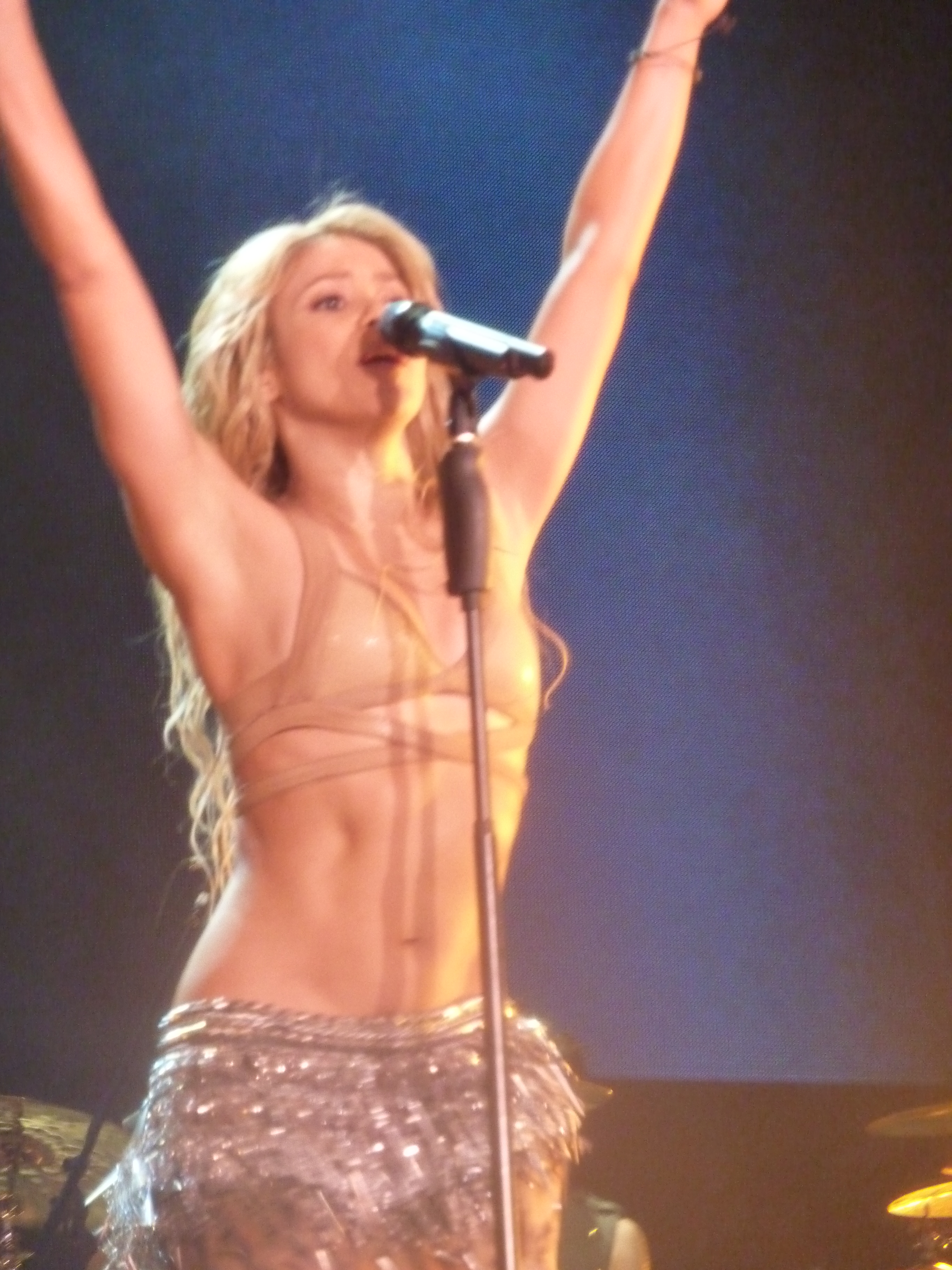
Shakira, 2010 a Paris

Pop llatí es refereix a música pop d'Amèrica Llatina, Portugal i l'estat espanyol, així com d'alguns cantants nord-americans amb arrels llatinoamericanes i alguns cantants italians. L'èxit més important de Llatinoamèrica es troba dins de grups com Bandana (de l'Argentina), també dins de solistes com la famosa JLO (Jennifer López) i Ricky Martin, que formaren part del "boom llatí" de finals dels anys 90. També destaquen Chayanne, Belinda, Enrique Iglesias, Ricardo Ajorna, RBD, Thalía, Paulina Rubio i els colombians Juanes i Shakira. El pop llatí és una variació entre el blues i el jazz.

### Pop vs. rock
Hi ha tantes característiques comunes entre el rock i el pop que, en moltes ocasions, una mateixa composició pot ser catalogada indistintament com un o altre amb arguments igualment sòlids. Existeix l'opinió consensuada que la principal diferència està en la intensitat de l'espectacle en directe i en la força i virtuosisme instrumental.
El rock sempre manté l'estructura tradicional, car és de gran utilitat i dona un gran so "guitarra-baix-bateria", amb riffs saturats i solos de guitarres penetrants, amb un gran nucli rítmic de baix i bateria, i amb veus més esquinçades. La temàtica de les lletres sol ser més àmplia i arriscada. En el pop, en canvi, no té cap estructura instrumental definida, predomina la melodia de veu sobre la resta d'instruments, i manté un clímax musical més assimilable i net.
Un estil intermediari entre pop i rock és el pop-rock, que es presenta com el rock el més suau.